# John Wesley Hardin
|  | For Bob Dylans album fra 1967, se John Wesley Harding |
John Wesley Hardin (26. maj 1853 – 19. august 1895) var en amerikansk fredløs, og kontroversiel folkehelt i det amerikanske Old-West. Han var født i Bonham, Texas. Hardin var allerede i en ung alder i strid med loven.
Hardin er kendt for at have haft en kontrovers med den velkendte lovmand og gunfighter Wild Bill Hickok. Hardin havde ad omveje hørt, at Wild Bill ville have ham arresteret, hvis han nogensinde skulle vise sig i Abilene, Kansas, hvor Wild Bill var sherif. 
Hardin ankom til Abilene i Juni 1871 og da Wild Bill mødte Hardin krævede han at Hardin overdrog ham sine våben (Abilene havde, som mange andre Old-West byer på dette tidspunkt en lov, der sagde, at ingen inden for bygrænsen måtte bære våben). Hardin rakte sine våben til Hickok, men idet sheriffen rakte ud efter dem roterede Hardin pistolerne, i hvad der er kendt som Road agent's spin , hvilket resulterede i at pistolernes mundinger nu pegede mod Hickok selv.
Wild Bill Hickok forslog derfor, at Hardin kunne beholde sine våben mens han var i byen og tilbød derefter Hardin og dennes venner en drink i en af byens saloons.
Da han i 1878 blev fanget og sendt i fængsel, påstod han at have dræbt 42 mennesker, men der kunne alene bekræftes 27. 
John Wesley Hardin blev idømt 25 års fængsel, efter 17 år blev han løsladt.
Hardin blev skudt og dræbt af John Selmar, Sr. i 1895. 